# Microfóssil
Microfosseis são restos diminutos de esqueletos de organismos pertencentes a quaisquer grupos taxonómicos distintos que são estudados com auxílio de lentes de aumento, como microscópios.
Vale destacar que os microfósseis podem ser tanto um organismo inteiro ou ainda apenas uma parte do organismo que foi preservado ao longo do tempo. Alguns grupos naturais dos microfósseis são cianobactérias, sendo elas o registro mais antigo de vida celular. Também tem-se representantes do reino protista e dentro desse reino , os grupos que mais se destacam para a micropaleontologia dando importantes informações sobre o ambiente aquático são os dinoflagelados, os foraminíferos, os nanofósseis calcários, radiolários, diatomáceas e os ostracodes. Já os representantes de grupos terrestres são os grãos de pólen e esporos. 
Por serem microrganismos bastante distribuídos, são ótimos sinalizadores da evolução já que estavam presentes em diversas fases geológicas podendo ser utilizados na datação de rochas sedimentares. Há também a indústria petrolífera que se utiliza dos estudos desses microrganismos para determinar locais que tenham uma maior probabilidade de encontrar petróleo, gás e suas prospecções.

## Importância
Os microfósseis, sendo restos de organismos antigos, são diversos e encontrados em abundância por vários lugares, logo, são fundamentais no que diz respeito a compreensão da história evolutiva da terra, um bom exemplo disso, é a sua utilização pela indústria petrolífera que determina camadas de rochas a fim de encontrar locais ricos em petróleo e gás.
No Brasil, esse mecanismo é usado para descobertas importantes como o pré-sal, o que confere grande potencial no aumento de reservas petrolíferas, contribuindo diretamente para a economia do país
Desse modo, isso só é possível devido a variabilidade de ambientes , no qual, os microfósseis viveram na terra, e ao combinar esses estudos com métodos isotópicos, se obtém informações acerca do antigo clima, salinidade, profundidade, além de nutrientes e a diversidade de vida disponível no passado, ou seja, sua importância está atrelada diretamente ao entendimento de como o mundo funcionava nesses tempos remotos.
Assim, podemos listar áreas das quais esses organismos podem vir a calhar:
- Datação de Rochas: Utilizados na datação de rochas sedimentares, pois fornecem linha do tempo das deposições ou processos de camadas, auxiliando assim na compreensão geológica histórica em determinada região.[3]
- Paleontologia  Ambiental e Climática: O estudo dos microfósseis podem nos dar informações sobre como funcionavam tanto os ambientes quanto o clima da terra, mesmo que se passando milhões ou milhares de anos atrás. Isso por que alguns microfósseis são indicadores sensíveis de variações ambientais, por exemplo, temperatura e salinidade.[3]
- Exploração de Recursos Naturais: Como citado anteriormente, os microfósseis são fundamentais na identificação de camadas que contém petróleo e gás, isso se dá devido a sua distribuição temporal que auxilia em localizações que existia reservatórios abundantes que venham a ser importantes para essa finalidade.[2]
- Evolução Biológica: Os microfósseis possuem um papel importantíssimo no que diz respeito a evolução de vida ao longo dos períodos geológicos, pois ajudam na reconstituição da diversidade biológica passada.[3]
- Paleoceonografia e Paleolimnologia: Estes são encontrados em cedimentos oceânicos e lacustres, desse  modo, são utilizados para deduzir condições ambientais anteriores, como o tipo de profundidade e qualidade da água.[3]
- Estudos Ambientais: A partir dos microfósseis, pode-se realizar estudos ambientais contemporâneos, onde irá auxiliar no entendimento das mudanças climáticas e ambientais, tanto as recentes, quanto impactos futuros.[3]
- Geociências: A variabilidade dos microfósseis os faz não ser colocados em uma única área de conhecimento, tornando-a uma ferramenta de extremo interesse, seja de estudos ou econômicos, por permitir perspectivas de diferentes situações como, por exemplo, a geociência, incluindo geologia, paleontologia, oceanografia e sedimentologia.[2]

## Tipos de Microfósseis
Estes microfósseis, quando são partes de carapaças, se diferem por sua composição química, dessa forma, podem ser carbonáticos, ou seja, a carapaça possui em sua composição carbono (C) e oxigênio(O) juntamente com o cálcio (Ca), principalmente; eles também podem ser siliciosos, tendo em sua constituição o silício (Si) e oxigênio (O). Seus tamanhos também variam de acordo com o grupo a ser estudado, podendo alternar entre alguns milésimos de milímetros a alguns centimetros. Os microfósseis podem ser classificados em categorias de duas formas distintas, sendo elas: naturais, quando associa-se com parentescos comuns entre eles ou artificial, quando não há associação de parentesco. Portanto podem ser organizados naturalmente em grupos de acordo com seus Reinos:
- Dinoflagelados ou dinocistos: Integra os protistas flagelados que fazem parte do plâncton marinho (Fitoplâncton), sendo também encontrados em regiões de água doce. São bem pequenos, tendo seu tamanho entre 0,005mm a 0,2mm. Esses permanecem preservados como fósseis graças à sua parede interna que possui compostos orgânicos. Os dinoflagelados passaram a existir no final do Triássico, porém apenas passaram a ser abundantes no Cretáceo e decrescem no Quaternário.[4]

- Foramídeos: Compreende os proctoctistas amebóides microscópicos, predominantemente bentônicos, vivendo sob ou sobre os sedimentos oceânicos, porém possuindo uma minoria de espécies planctônicas que viviam em diferentes profundidades nas regiões pelágicas do oceano. Comumente esses possuíam uma carapaça chamada de testa exterior que tinham em sua composição carbonato de cálcio (CaCO3), sílica (Si) ou partículas sedimentares unidas, A testa era formada por uma (uniloculares) ou varias (multiloculares) câmaras, estas se conectam entre si através das foramen, pequenas entradas. De forma externa a suas testas, possuíam uma fina rede formada por filamentos protoplasmáticos que serviam para locomoção, para fixar-se ao substrato e para capturar alimentos. Seus representantes mais antigos surgiram por volta do Cambriano.[4]

- Nanofósseis calcáreos: São partículas minúsculas (<0,05mm) de composição carbonática. Possuem diferentes formas, porém as mais frequentes são as plaquetas arredondadas (cocólitos). Os nanofósseis, além de serem compostos pelos cocolitoforídeos, são formados também por outros grupos de formas associadas que possuem origem indeterminada. Os cocolitoforídeos, são organismos geralmente plactônicos, unicelulares, biflagelados, marinhos e fotossintetizantes, sendo achados em toda a zona fótica oceânica. Possuem os chamados cocólitos, placas externas compostas por carbonato de cálcio (CaCO3), essas formam um tipo de revestimento celular, a cocosfera. Em registros fósseis apenas os cocólitos são encontrados, datando registros fósseis que vão desde o Triássico até os dias atuais, sendo mais abundantes no Cretáceo.[4]

- Radiolários: São indivíduos que podem viver tanto de forma isolada, de tamanhos que podem variar de 0,05mm a 0,25mm, ou em colônias, que podem ter, em alguns casos, até 3m de comprimento. O seu exoesqueleto é composto por silício (Si) e pseudópodes rígidos (axópodes), vivem no ambiente marinho em profundidades que variam desde a superfície até zonas abissais. A estrutura de seus exoesqueletos é basicamente em forma de espinhos anastomosados, esferas concêntricas perfuradas ou estruturas em formato de cone multiloculares e com presença de possíveis espinhos. Aparecem nos registros fósseis do Cambriano, e tem sua biodiversidade aumentada no Paleozóico e diminui no Cenozóico.[4]

- Diatomáceas: Consistem em indivíduos cuja parede celular é formada por sílica (SiO2), de morfologia variada. São algas unicelulares de tamanho variado(de 50µm a 2mm), bentônicas ou planctônicas, dessa forma vivem desde a superfície até cerca de 200m de profundidade de mares, rios, lagos, mangues hipersalinos ou hiposalinos. Possuem um esqueleto intracitoplasmático (frústula), que apresenta duas valvas ou tecas, das quais uma é um pouco menor que a outra, dessa forma a menor se encaixa na maior. Seus registros mais antigos são do Cretáceo há um aumento de suas espécies concêntricas no Terciário e as penadas, que estão em maior número atualmente, surgem no Paleoceno.[4]

- Ostracodes: São animais invertebrados (microcustáceos) que possuem seu corpo envolto por carapaça calcária de duas valvas. Seu tamanho pode variar de 0,5mm a 1mm. Sua carapaça é trocada para permitir seu crescimento, dessa forma não possuem linhas de crescimento como as conchas dos moluscos.[4]